# Cathédrale Notre-Dame-de-Nazareth d'Orange
Pour les articles homonymes, voir Cathédrale Notre-Dame-de-Nazareth, Cathédrale Notre-Dame et Notre-Dame.
La cathédrale Notre-Dame-de-Nazareth d'Orange est une ancienne cathédrale catholique romaine située à Orange dans le département français de Vaucluse en région Provence-Alpes-Côte d'Azur.
Elle a été le siège du diocèse d'Orange jusqu'en 1801 et est redevenue aujourd'hui une simple église paroissiale. Depuis 2009, elle est le siège de l'évêque titulaire d'Orange.
Elle fait l'objet d'un classement au titre des monuments historiques depuis le 4 janvier 1921, protection étendue à la totalité de l'église en janvier 2020 pour y inclure le bras sud du transept et la salle contiguë de l'église paroissiale.
À partir de mai 2022 et jusqu'au premier trimestre 2024, la cathédrale sera fermée pour cause de travaux de restauration (de la nef et de quatre chapelles).

## Historique

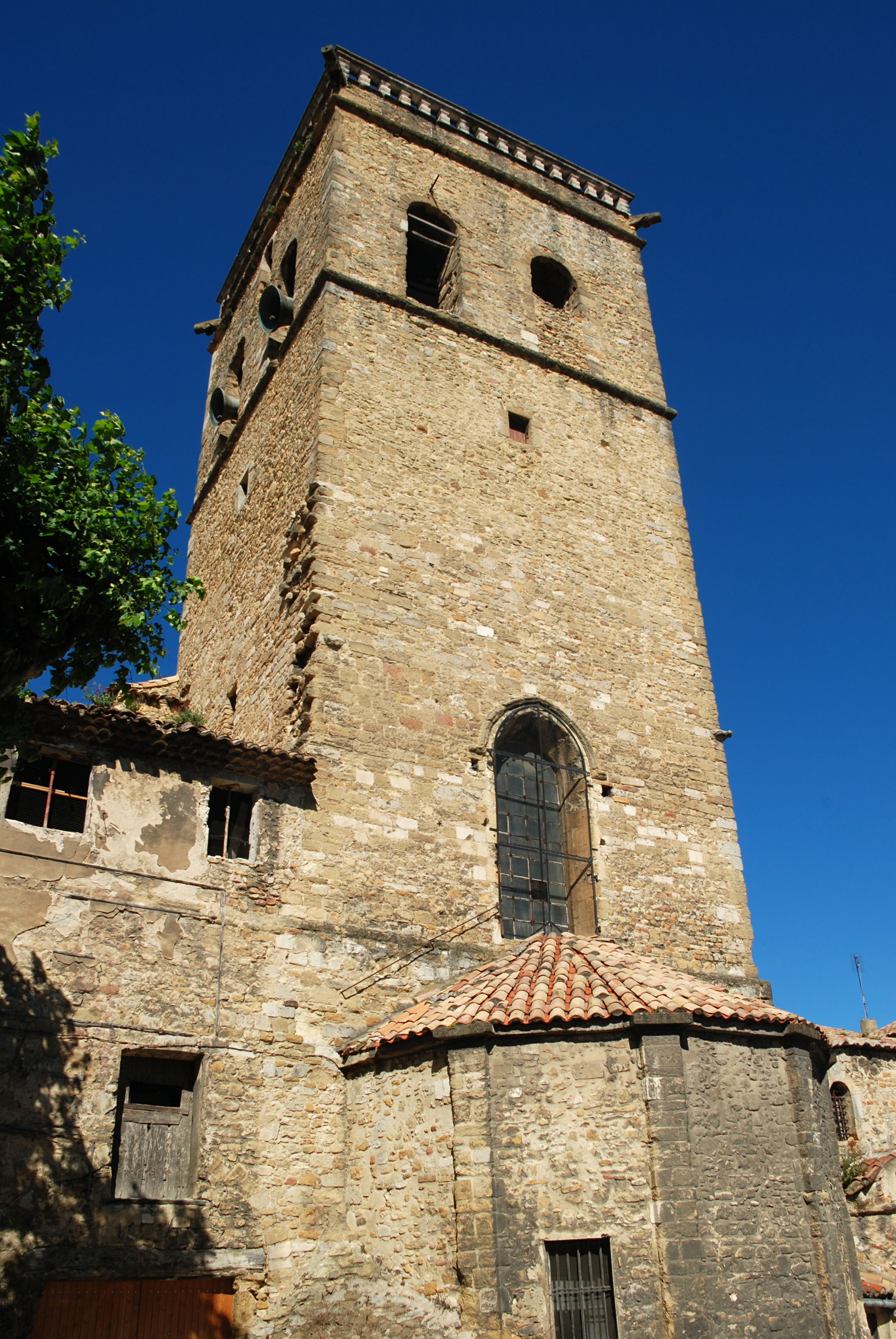
Le clocher.

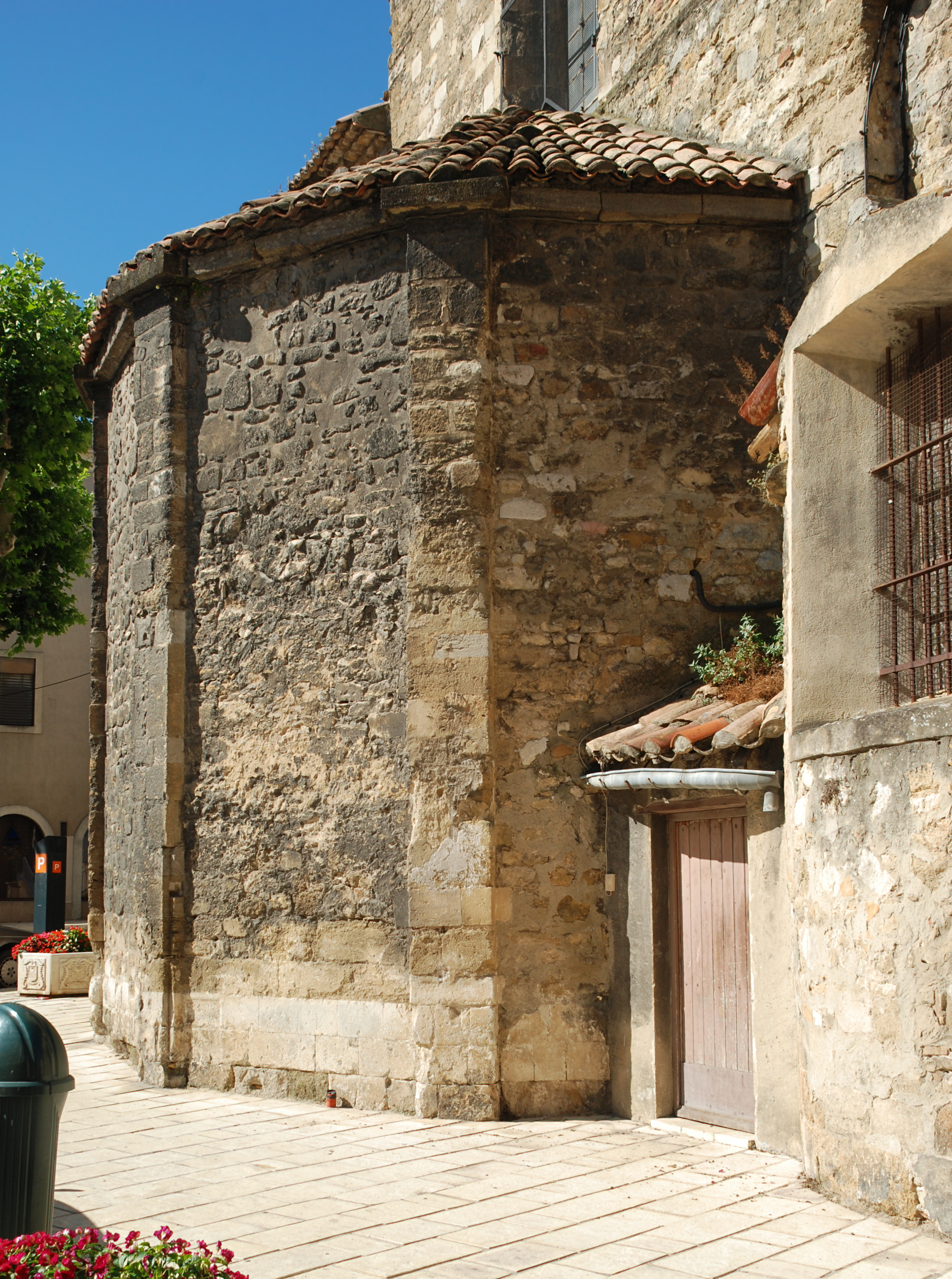
Le chevet pentagonal.

La cathédrale Notre-Dame-de-Nazareth fut le siège du diocèse d'Orange durant le haut Moyen Âge (VIe siècle au VIIIe siècle) puis du XIIe siècle jusqu'à la Révolution.
Une première église est attestée à partir du VIe siècle (consécration en 528). La construction de la cathédrale actuelle, qui est construite sur les vestiges de cette église, est initiée par l'évêque d'Orange Aimar Bérenger de Morges entre 1107-1127.
En 1338, la partie supérieure du clocher est reconstruite. Au cours du Moyen Âge il était habité par le prévôt du chapitre.
En février 1480, le roi Louis XI confirma sa protection par ses lettres patentes.
En 1547, le tympan de la colonne sud est édifié.
Le 11 novembre 1561, lors des guerres de religion, les calvinistes tentent de s'emparer de la cathédrale. Pour les empêcher, les chanoines murent les portes.
Le 20 décembre 1562, les huguenots prennent l'église, brûlent les retables, statues, autels et tableaux dans le cimetière. Ils emportent la cuve de marbre, datant de l'époque gallo romaine, qui servait de fonts baptismaux et la déménagent dans la maison commune. Ils pillent le trésor et l'orgue et jettent une grosse cloche sur les voûtes du chœur avant d'aménager la cathédrale pour le culte calviniste. Le clergé quitte Orange et se replie à Caderousse.
En 1584, les catholiques sont de retour à Orange et Philippe-Guillaume d'Orange entreprend, à ses frais, la restauration de l'église Notre-Dame.
Le 14 février 1599, la cathédrale Notre-Dame est consacrée.
En 1637, un nouvel orgue est installé puis la nef et le chœur son restauré en 1775.
En 1792, durant la Révolution française, une partie du mobilier est détruit, le chœur est transformé en grenier à foin, le reste de la cathédrale étant transformé en temple de la Raison et de l'Être Suprême.
En 1795, l'église est rendue au culte catholique avant que le concordat supprime l'évêché d'Orange en 1801. En 1802 l'église-cathédrale devient paroissiale.
En 1827, la porte ouest est reconstruite et, en 1862, de nouvelles orgues provenant de la cathédrale de Digne sont installées et le pavage de la nef et du chœur est refait en mosaïque d'Orange au début du XXe siècle.
En 1912, Théodore Puget reconstruit l'orgue de la cathédrale.

## Architecture

### Architecture extérieure
Bien que les éléments classiques ne manquent pas, en particulier la façade et le portail, son allure d'ensemble reste assez proche de l'art roman.

#### Chevet et clocher
À l'est, face à la place du Cloître, la cathédrale présente un petit chevet à cinq pans dont les angles sont marqués par des contreforts qui soutiennent une corniche en pierre surmontée d'une toiture de tuiles rouges. La maçonnerie du chevet, hétéroclite, présente un mélange de pierre de taille et de moellons avec, par endroits, quelques briques. Elle est complètement aveugle, sauf une fenêtre rectangulaire au sud-est. À l'intérieur, cette abside originelle de petite taille a été condamnée.
Le chevet est surmonté par un haut clocher en moellons, percé d'une baie ogivale à l'aplomb du chevet. Le dernier niveau, séparé des niveaux inférieurs par un cordon de pierre, est percé de baies campanaires cintrées et est surmonté d'une balustrade en attique et  de gargouilles en forme de canon aux angles.

#### Portail méridional
Au sud, l'édifice présente un portail de style roman présentant une ornementation inspirée de l'antiquité romaine. Les piédroits, qui ont perdu leurs colonnettes, sont ornés aux extrémités de colonnes engagées cannelées surmontées de chapiteaux à feuilles d'acanthe. Les espaces entre les colonnettes disparues sont ornés d'une profusion de frises et de rosettes inspirées de l'antique. Les abaques (tailloirs) du portail, qui sont ornés par endroits de têtes humaines et animales, supportent de grands arcs brisés.
L'intérieur du portail abrite une porte de style classique composée de trois colonnes dont les chapiteaux d'ordre toscan supportent un entablement et un fronton triangulaire brisé agrémenté d'une niche portant une croix.

Ornementation à l'antique du portail sud
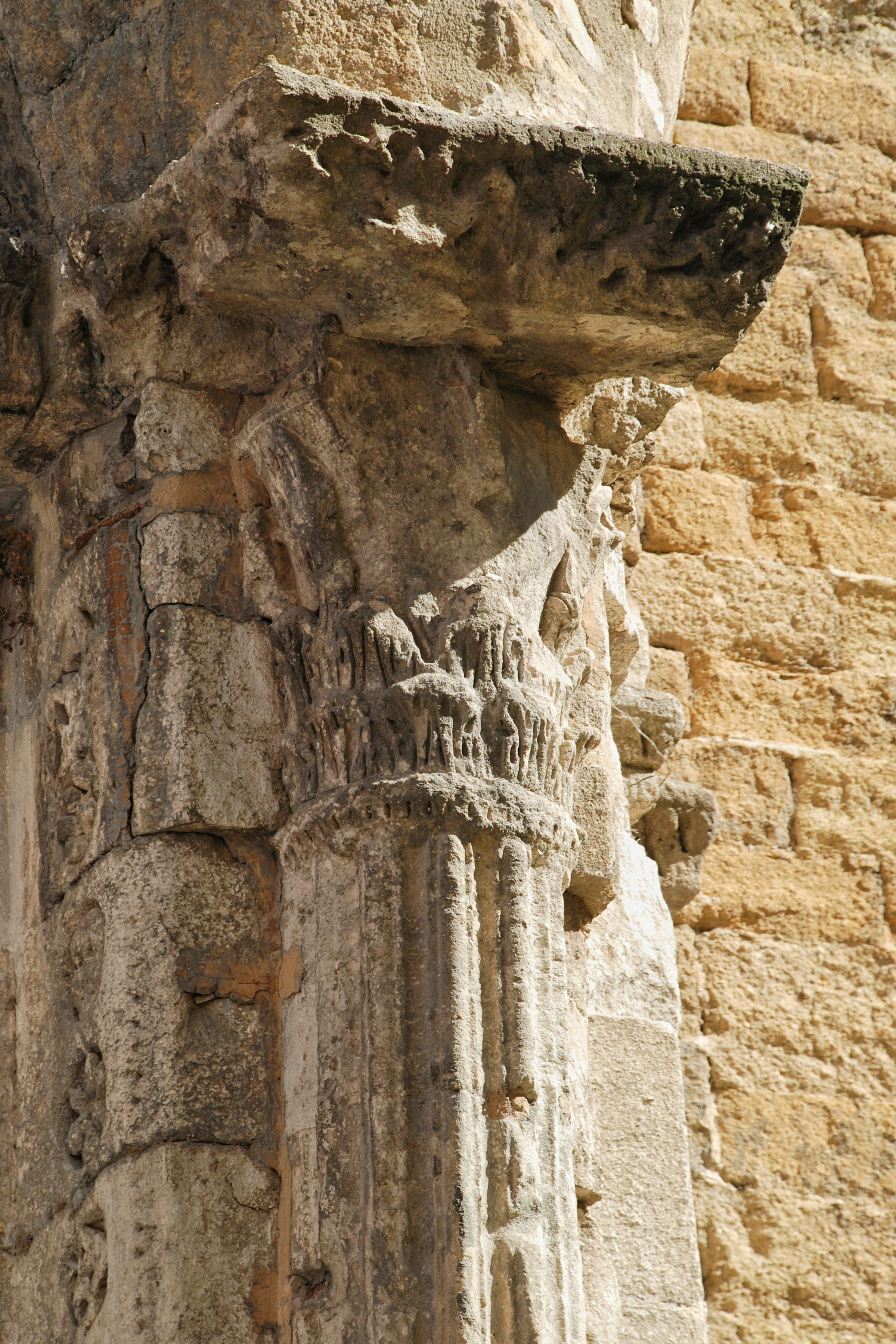
Colonne cannelée.
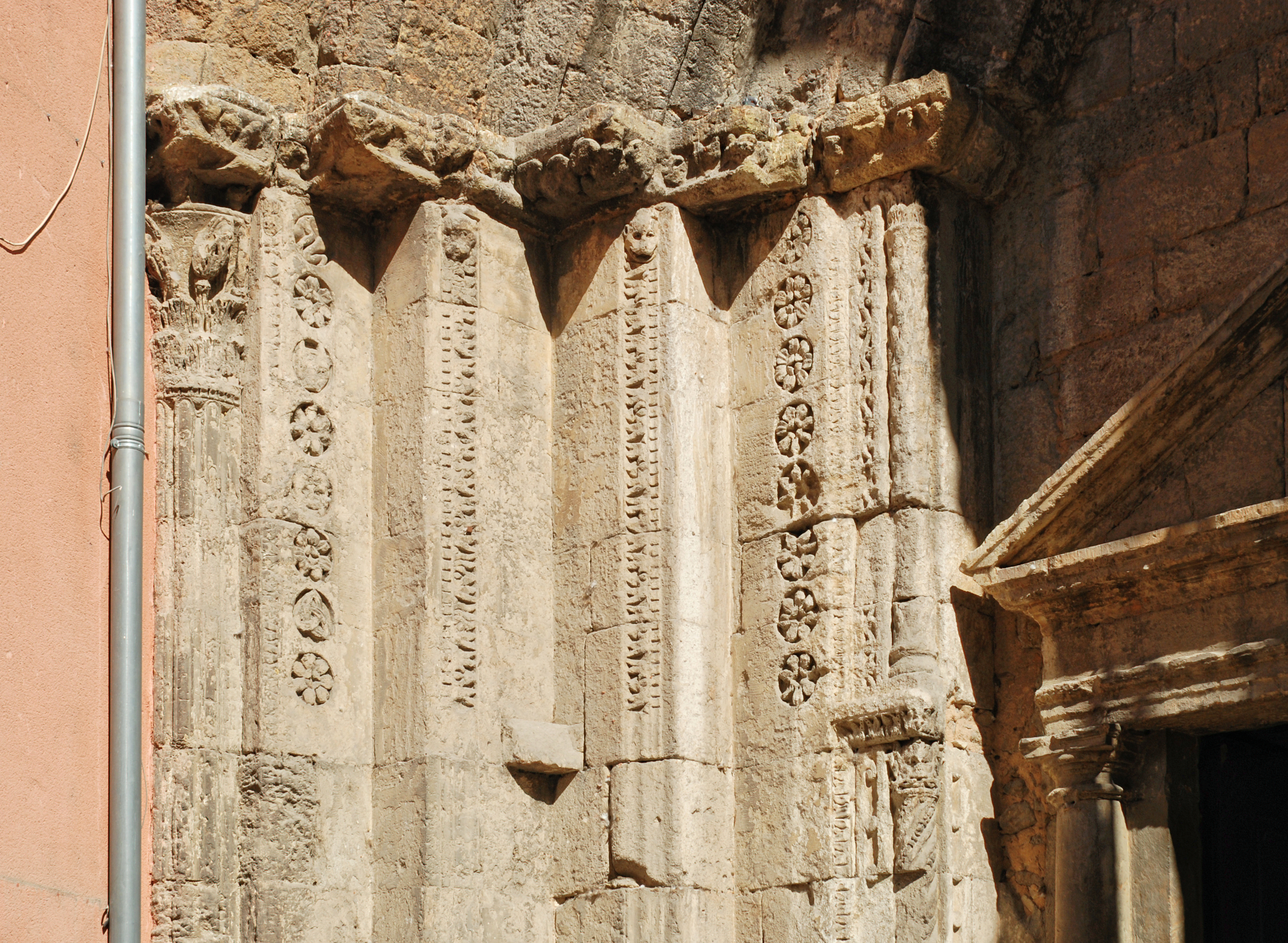
Piédroits ornés de frises et de rosettes.
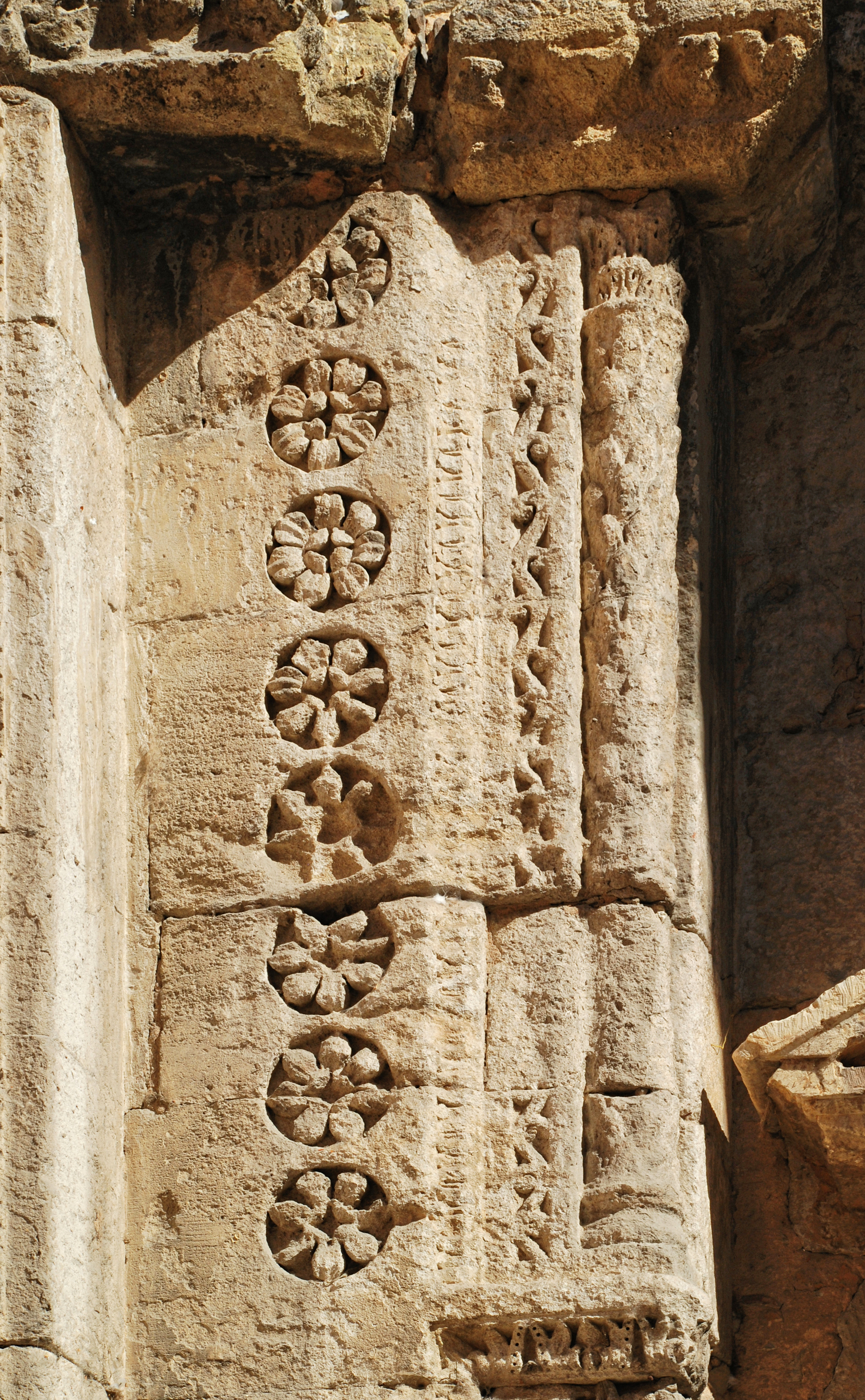
Frises et rosettes.
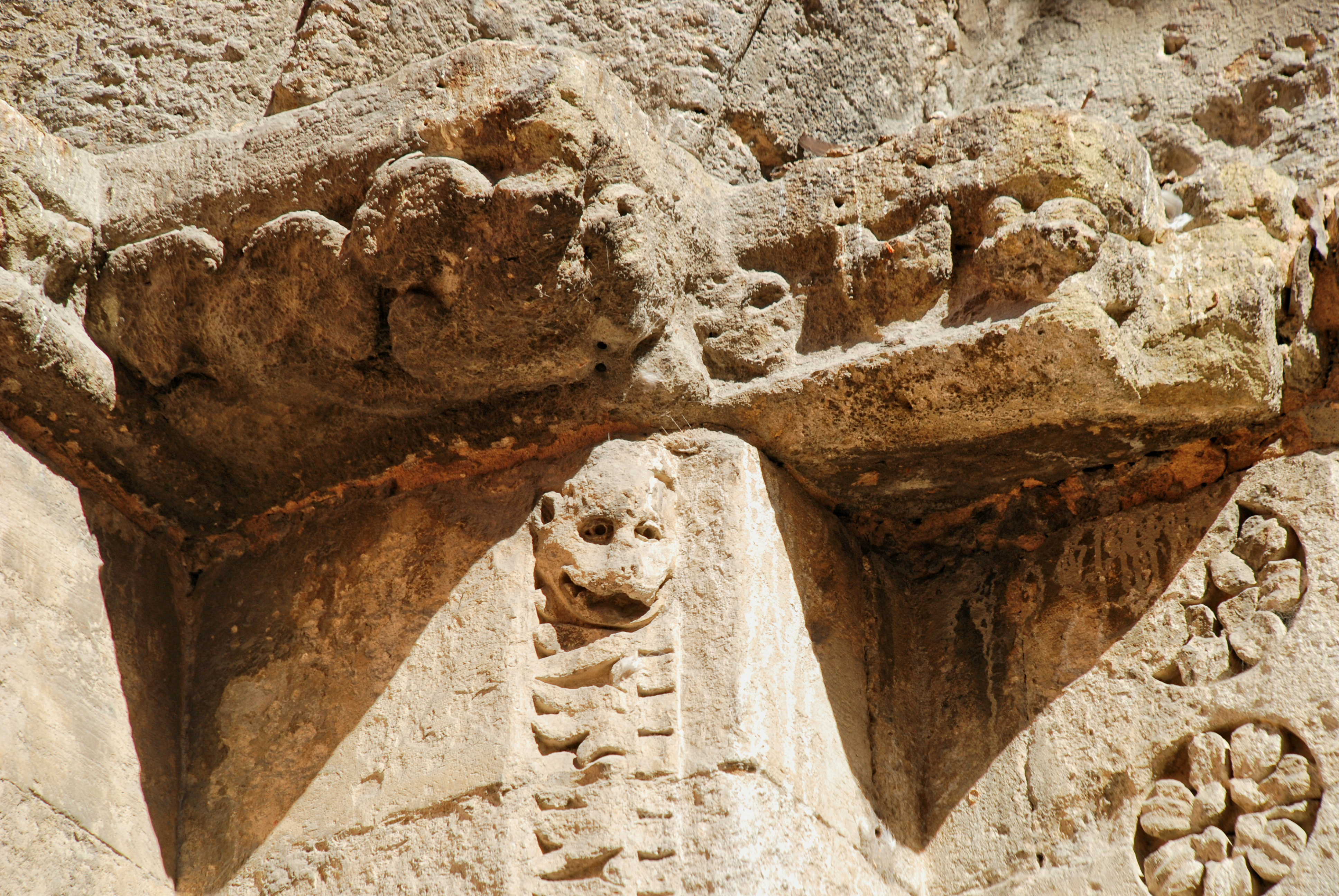
Tailloirs et tête d'animal.

#### Portail occidental

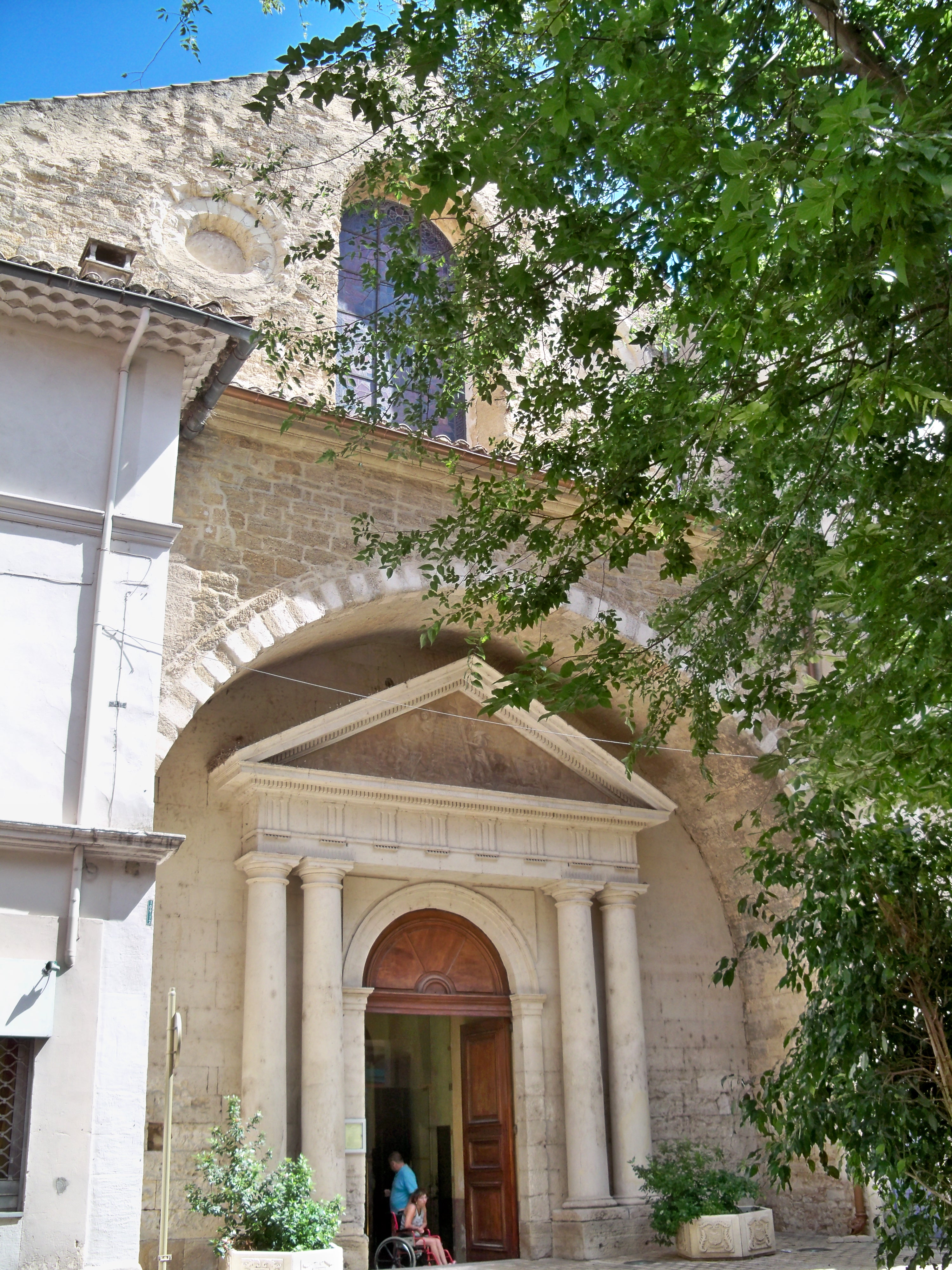
Façade ouest.

Le portail ouest, de style néo-classique, a été remanié au XIXe siècle.
Abrité sous un puissant arc de décharge, il est flanque de chaque côté de deux colonnes toscanes portant un entablement orné de triglyphes et un fronton triangulaire agrémenté de frises de denticules et orné d'un bas-relief.

### Architecture intérieure

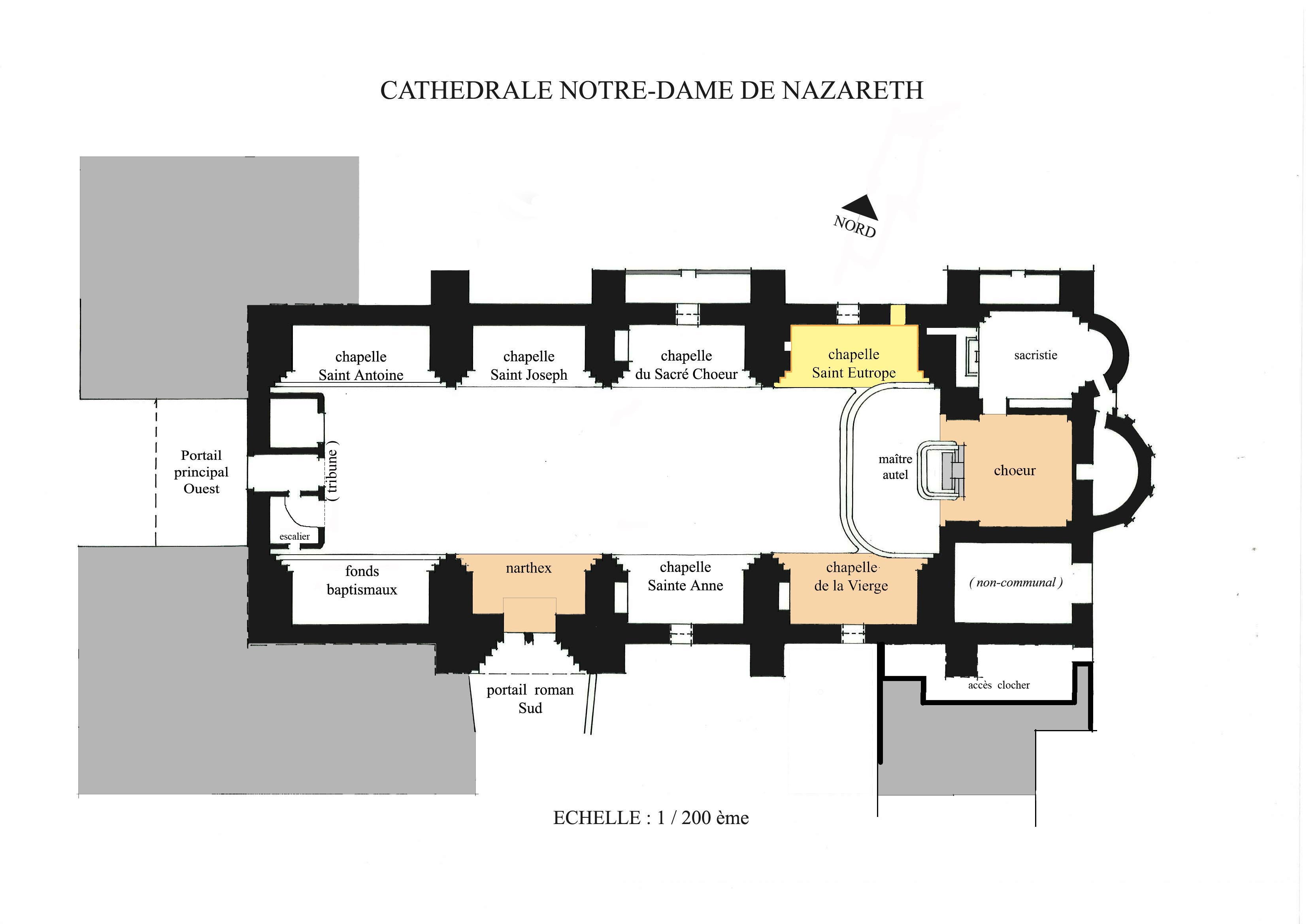
Plan schématique

La nef est entourée de sept chapelles latérales. À gauche : Saint Eutrope, Sacré Cœur, Saint Joseph et Saint Antoine de Padoue. À droite : des chapelles dédiées à la Vierge Marie, Sainte Anne, les Bienheureuses martyres d'Orange. Un orgue, dont la reconstruction est prévue grâce au soutien de la Fondation du patrimoine en partenariat avec l'Association des amis du patrimoine religieux et de l'orgue d'Orange, surplombe le portail d'entrée.
Le clocher abrite quatre cloches qui datent de 1338, 1637, 1856 et 1871 (la plus grosse des quatre, avec un poids de 1 100 kg).

## Orgue
La cathédrale possédait un orgue de Théodore Puget datant de 1912, qui n'était plus utilisé depuis des dizaines d'années.
En février 2009, la municipalité a décidé la construction d'un nouvel orgue d'environ 35 jeux de 3 claviers et pédalier. Le travail a été réalisé par le facteur Pascal Quoirin et le nouvel instrument est béni par Mgr Jean-Pierre Cattenoz, archevêque d'Avignon et inauguré par deux concerts les 22 et 23 juin 2019.
Les transmissions sont électriques ; il y a un combinateur électronique.
Composition
| Grand Orgue 61 notes      |
| Montre 16'                |
| Montre 8'                 |
| Prestant 4'               |
| Quinte 2'2/3              |
| Doublette 2'              |
| Grande Fourniture II      |
| Fourniture IV             |
| Cymbale II                |
| Flûte harmonique 8'       |
| Basson 16'                |
| 1re trompette 8'          |
| 2e trompette 8' (chamade) |
| Clairon 4'                |
| Cornet V                  |

| Positif 61 notes    |
| Flûte à cheminée 8' |
| Flûte 4'            |
| Second 8'           |
| Prestant 4'         |
| Doublette 2'        |
| Plein jeu III-V     |
| Trompette 8'        |
| Cromorne 8'         |

| Récit expressif 61 notes |
| Bourdon 8'               |
| Gambe 8'                 |
| Flûte ouverte 8'         |
| Voix céleste 8'          |
| Flûte octaviante 4'      |
| Nasard 2'2/3             |
| Quarte 2'                |
| Tierce 1'3/5             |
| Basson 16'               |
| Trompette harmonique 8'  |
| Basson-Hautbois 8'       |
| Voix humaine 8'          |
| Chamade 8' (GO)          |

| Pédale 32 notes               |
| Flûte 32'                     |
| Flûte 8'                      |
| Octave 4'                     |
| Principal 16' (Montre 16' GO) |
| Principal 8'                  |
| Basson 16' (Récit)            |
| Basson 8' (ext Basson 16 Rec) |
| Basson 4' (ext Basson 16 Rec) |
| Chamade 8' (GO)               |
| Chamade 4' (GO)               |
| Chamade 2' (GO)               |

## Galerie

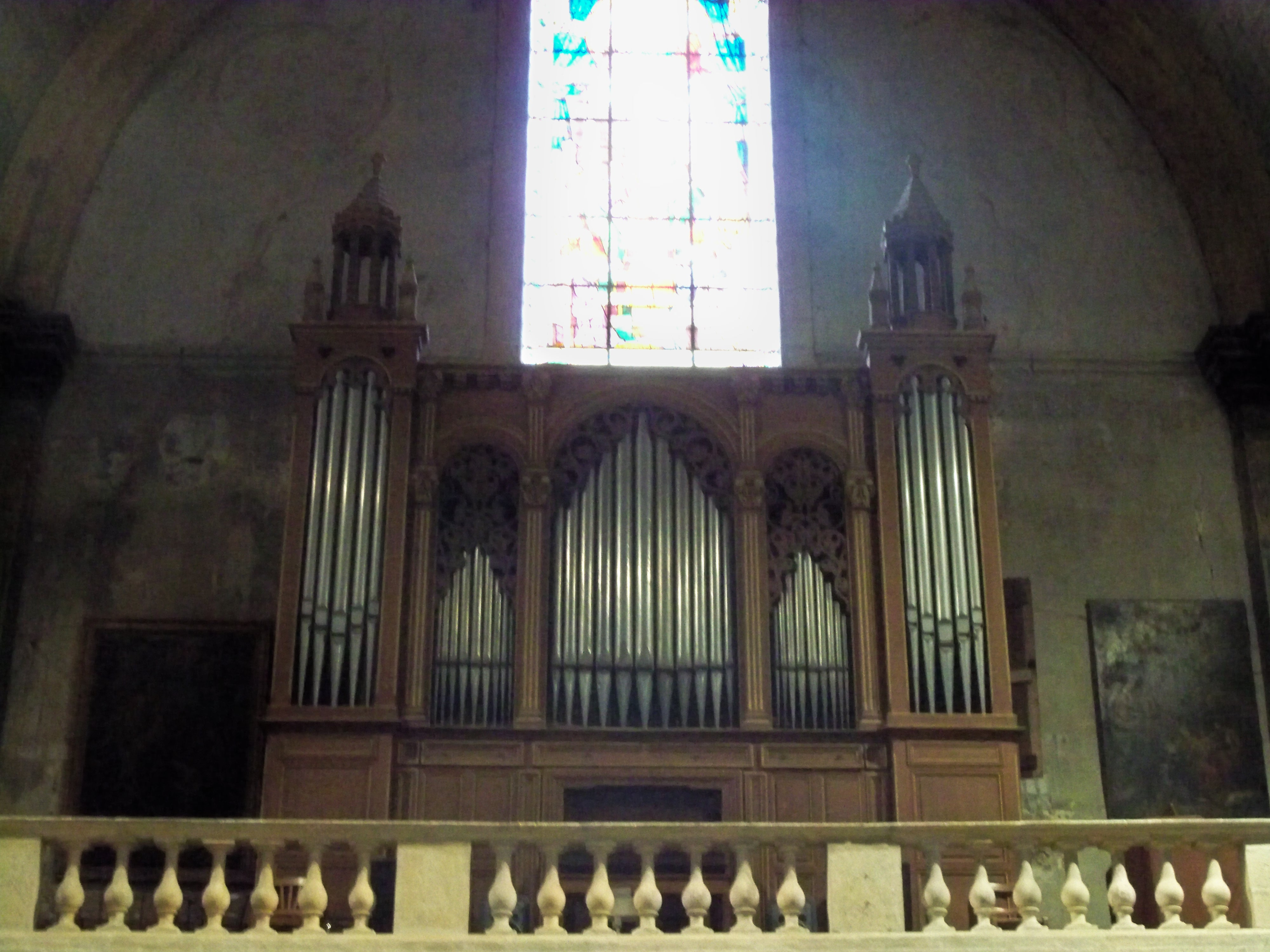
Ancien orgue Puget.
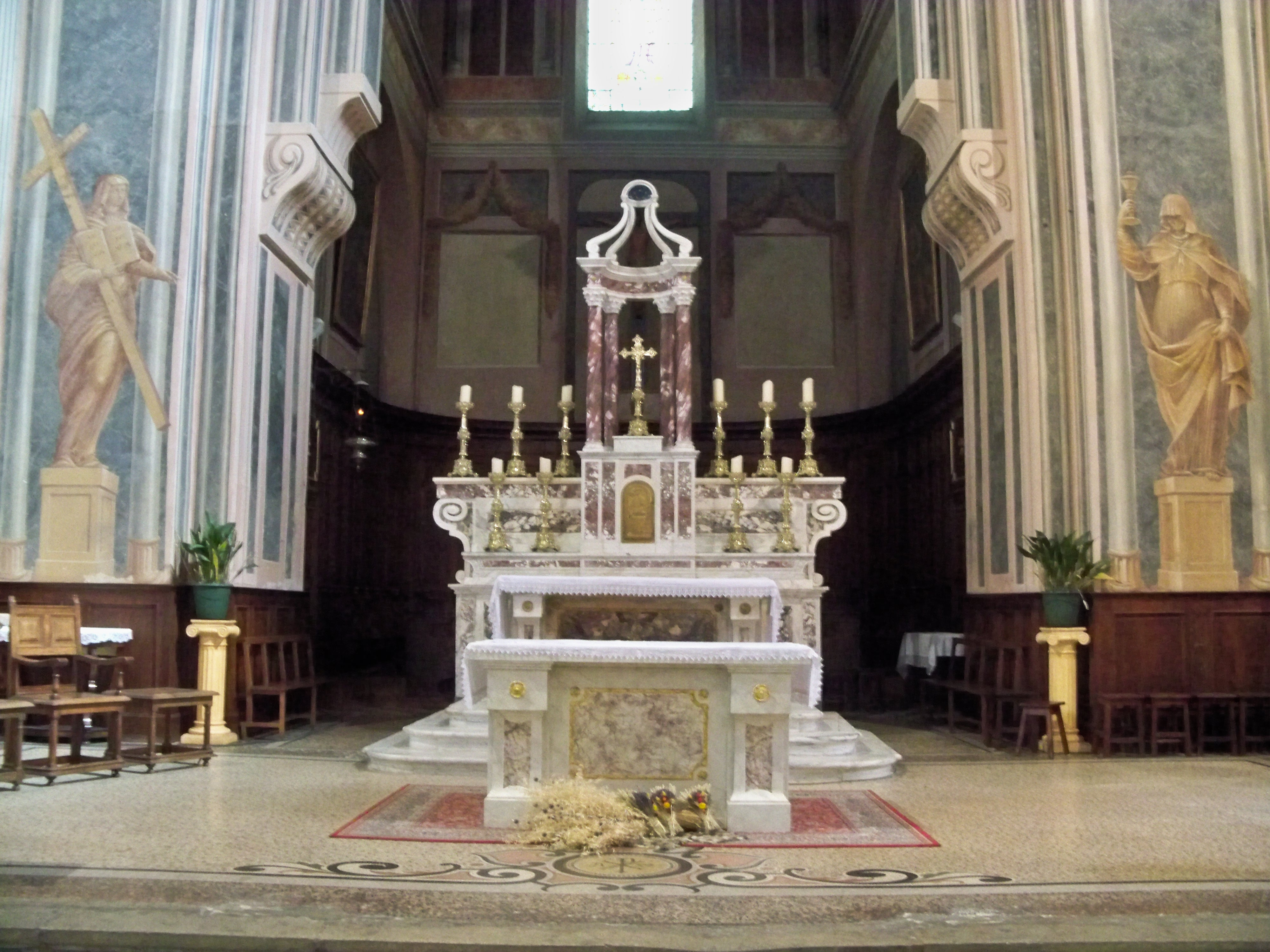
Autel majeur.
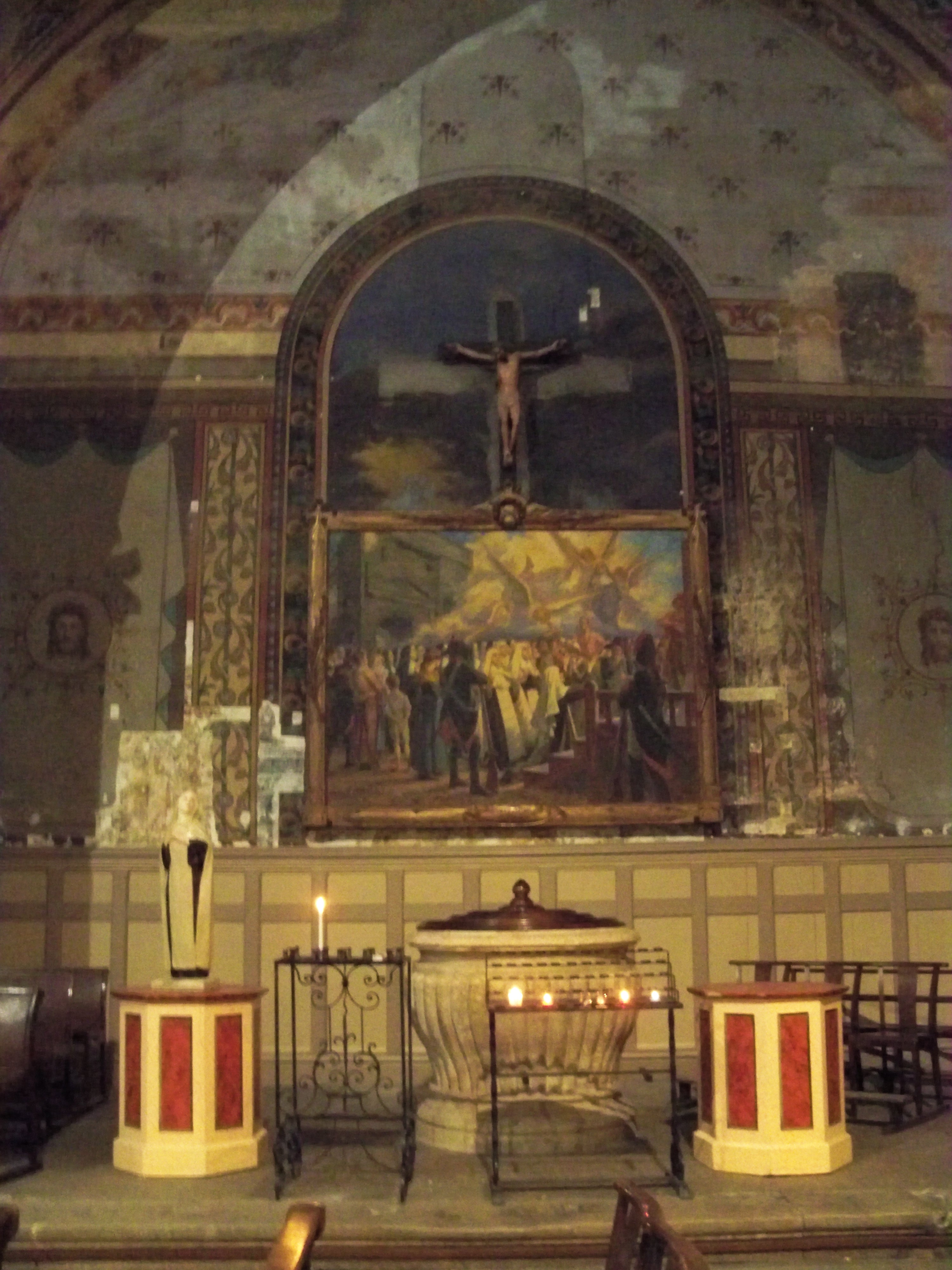
Chapelle des bienheureuses martyres d'Orange.
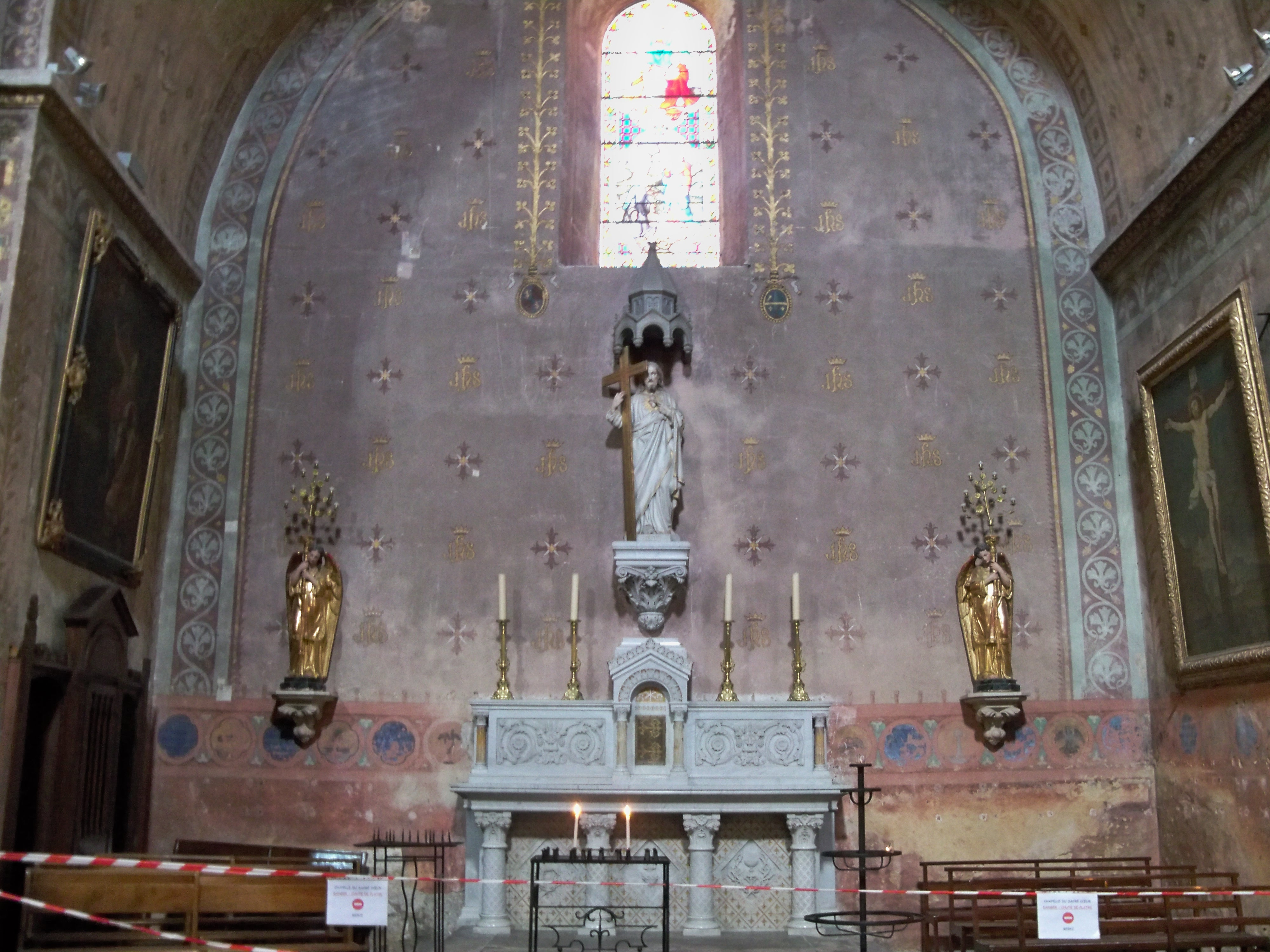
Chapelle du Sacré-Cœur.
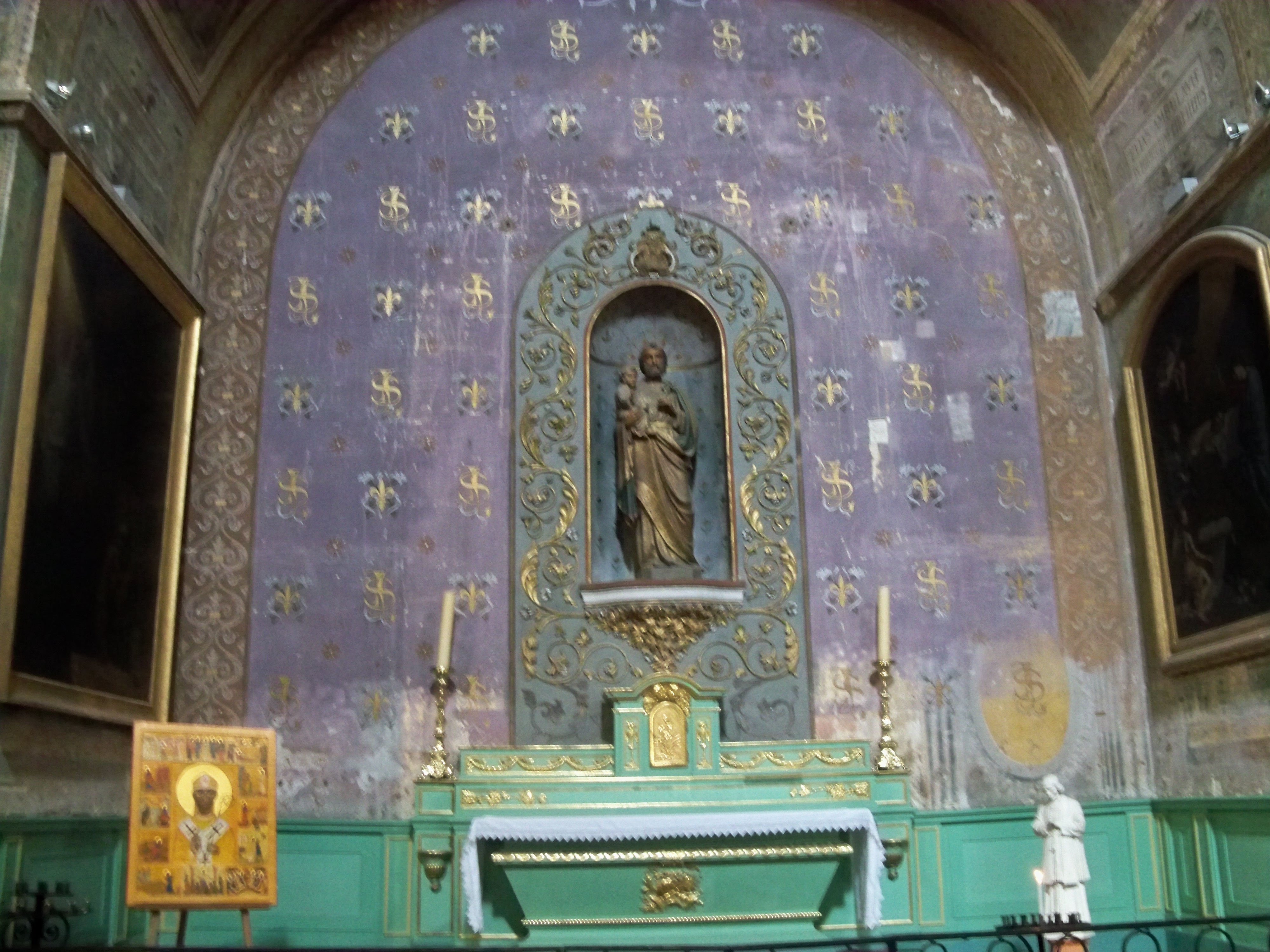
Chapelle Saint-Joseph.
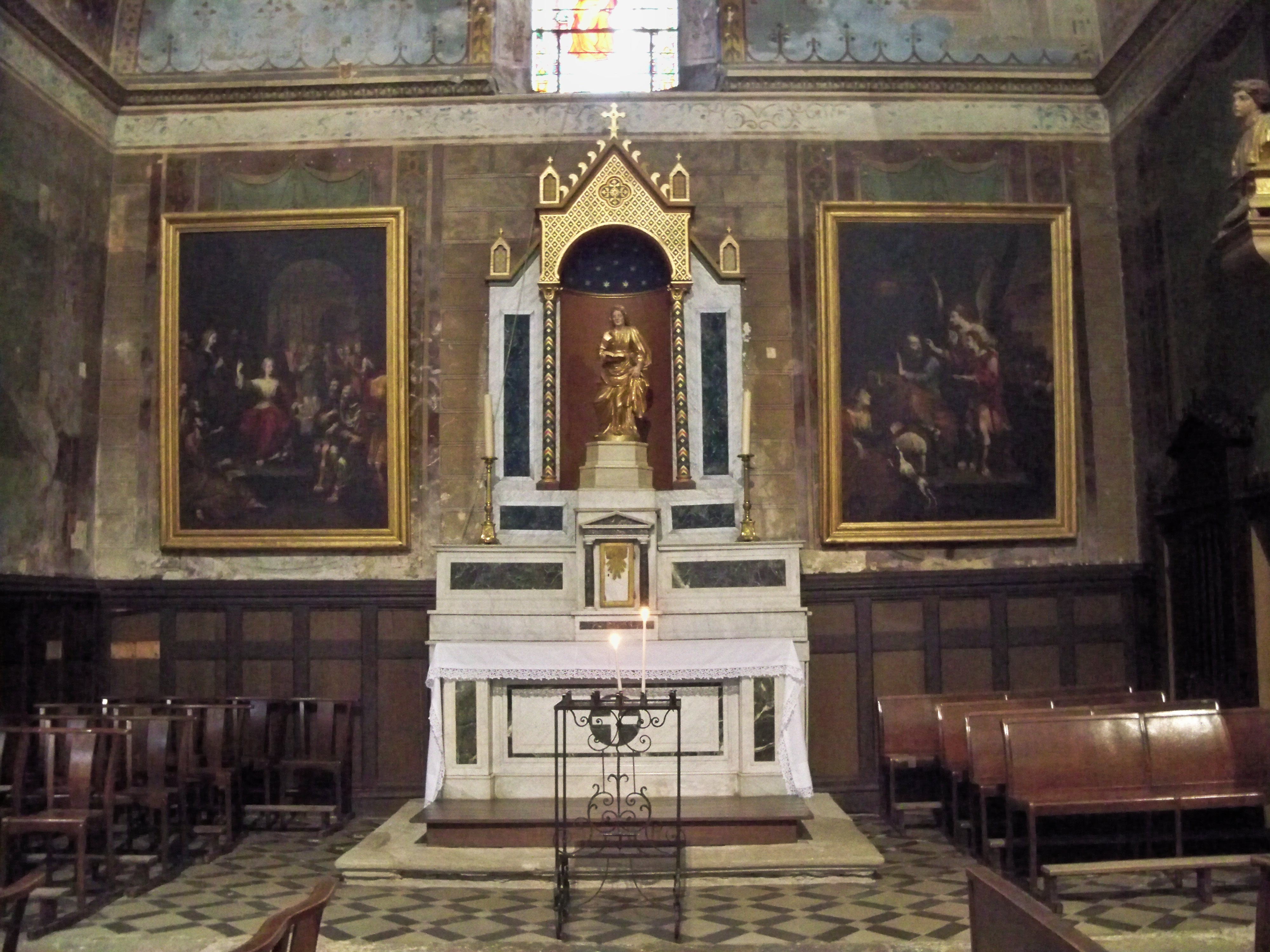
Chapelle Sainte-Anne.